# 발라 (톨킨)
발라(Vala, 복수형; Valar)는 J. R. R. 톨킨의 《반지의 제왕》, 《실마릴리온》 세계관에서 창조신 에루 일루바타르에 의해 창조된 영적 존재이다. 아이누 중 가장 힘을 가지며, 아르다의 관리를 맡은 존재들이다. 톨킨의 세계관에서 상급 정령이나 신으로 여겨질 것으로 생각된다. 이들보다 조금 낮은 능력과 지위를 가진 것이 마이아이다.

## 개요
세계(에아)가 창조되었을 때, 대부분의 아이누는 세계의 밖에 머무르고 있었지만, 눈에 보이는 형상을 취하고 아르다에 내려온 자도 있었다. 그 중에서도 강력한 힘을 가진 14명을 발라, 그보다는 약한 힘을 가진 이들을 마이아라고 한다.
아이눌린달레 이후에 발라들은 가운데땅 중앙의 큰 호수에 떠있는 섬에 알마렌이라는 나라를 쌓아 올렸다. 그리고 그들은 남쪽과 북쪽에 일루인과 오르말이라는 거대한 기둥을 세우고 그 위에 바르다가 축성한 등불에 의해서 세계를 비추었다. 그러나 가장 강력한 발라인 멜코르가 반란을 일으켜 두 기둥이 붕괴되고 가운데 땅에도 격변이 일어나 알마렌도 파괴되었다.
거기서 그들은 서방 대륙 아만으로 옮겨, 새롭게 발리노르라는 도시를 만들어 그곳에서 거주하였다. 멜코르의 계획이 아만에 덮치기도 했지만, 발라들은 그 이후에도 발리노르에서 세계의 관리를 계속하고 있다.
유일신 에루 일루바타르는 세계의 밖에서 가운데 땅을 관망하고 있기 때문에, 세계를 관리하고 가꾸는 활동은 발라들이 맡고 있다. 물론 이러한 활동은 모두 일루바타르의 의사에 따른 것이다. 예를 들면, 인간에게 정해진 수명을 발라가 독단으로 잡고 영원의 생명을 줄 수 없다. 불사를 원한 누메노르의 인간들이 전쟁을 일으켜 필멸자들에게 금지된 아만의 땅에 발을 디뎠을 때는, 발라의 왕 만웨는 일루바타르의 개입을 요구하였고, 이는 아칼라베스(누메노르의 침몰)로 이어진다.
발라는 큰 일이 없는 한, 가운데 땅의 사건을 가운데땅에 사는 이들에게 맡기는 자세를 취하고 있다. 반지의 제왕에서 절대반지를 서방으로 보내 버리자는 의견이 나왔을 때도, 가운데땅에 속하는 것은 받지 않을 것이라고 간달프가 말했다. 드물게 가운데 땅의 존재를 받아들였던 때는 항해자 에아렌딜이 모르고스의 악행으로부터 가운데 땅의 구제를 요구했을 때로, 그에게 응해 발라는 발리노르의 군대를 출격 시켰고 분노의 전쟁이 일어났다.

### 구분
발라의 여성형은 발리에(Valie), 그 복수형은 발리에아(Valier)가 된다. 발라퀜타에서 용법을 볼 수 있다.
발라 중에서 큰 힘을 가진 8명(만웨, 바르다, 울모,  야반나, 아울레, 만도스, 니엔나, 오로메)을 특히 아라타르(Aratar, 고위의 사람들이라는 뜻)라고 부른다.
또, 영혼의 사자인 나모와 이르모 형제는 페안트리(Feanturi)로 불린다.

## 남성격의 발라

### 만웨
만웨 (Manwë)
만웨는 아르다의 군주이자 그곳에 사는 모든이들의 지배자이며 발라들의 왕이다. 아르다에서 그가 다스리는 권능은 바람과 구름이다. 또한 높은 곳에서부터 깊은 곳까지, 아르다의 장막 맨 바깥의 경계에서부터 풀밭에 부는 산들 바람에 이르기까지 대기의 모든 영역이 그의 권능 아래에 있다. 그는 술리모(Sulimo)란 별명을 가지고 있는데, '아르다의 호흡을 관장하는 이'라는 뜻이다. 만웨는 멜코르(모르고스)와 형제였다. 세상으로 들어온 아이누들 중에서 가장 강한 자는 본래는 멜코르였으나, 유일신 에루 일루바타르의 사랑을 가장 많이 받고,또 그의 목적을 가장 확실하게 이해한 자는 만웨였다. 또한 그는 날개가 튼튼하고 빨리 나는 모든 새들을 사랑하였고, 새들은 그의 명령에 따라 왕래하였다. 그의 배우자는 별들의 여왕 바르다이다.

### 울모
울모(Ulmo)
울모는 물의 발라이다. 그는 한곳에 오래 머물지 않고 마음대로 땅 주변이나 땅밑 깊은 물속 여기저기를 헤엄치고 다닌다. 울모는 만웨 다음 가는 권능을 가지고 있다. 발리노르를 세우기 전에는 만웨와 가장 가까운 친구였으나,  발리노르를 세운 뒤로는 중대사가 아닌 이상 발라들의 회의에 거의 참석하지 않았다. 땅 위를 걷는 것을 좋아하지 않고, 옷을 입는 법도 거의 없었다. 에루의 자손들은 그를 굉장히 두려워 했는데, 그가 일어서는 모습이 마치 산더미 같은 파도가 육지를 향해 진군하듯이 무시무시하였기 때문이다. 만웨의 나팔은 우렁차지만, 울모의 음성은 대양의 심해처럼 굵고 낮은 소리를 낸다.
울모는 요정과 인간을 모두 사랑하여, 그들이 발라들의 분노를 샀을 때도 결코 그들을 버리지 않았다. 이따금 그는 가운데땅 바닷가에 몰래 다가오거나 강을 따라 멀리 내륙까지 들어가서, 하얀 소라고둥으로 만든 울루무리라는 커다란 나각으로 음악을 연주하기도 했다. 그 음악을 들은 이들은 이 음악소리에 대해 끝없이 생각하며 바다를 향한 그리움을 떨칠수가 없게 된다. 울모는 가운데땅에 사는 이들에게는 대개 물소리로만 들리는 음성으로 말을 한다. 모든 바다와 호수, 강과 샘, 수원지가 그의 지배를 받기 때문인데, 그래서 요정들은 세상의 모든 핏줄에는 울모의 영이 흐른다고 말한다.

### 아울레
아울레(Aulë)
아울레는 울모 못지않은 권능의 소유자이며, 아르다를 구성하고 있는 모든 물질을 주관한다. 처음에 그는 만웨, 울모와 협력하여 일했고, 모든 대지를 빚어 만들어 내었다. 그는 대장장이인 동시에 갖가지 기술을 갖춘 장인이며, 그 크기가 아무리 작다하더라도 잘 만들어진 것이면 무엇이든지 고대의 웅장한 건축물을 대할 때처럼 기뻐했다. 땅속 깊숙이 숨어 있는 보석들과 황금은 그의 것이고 또한 장벽처럼 솟은 산맥도 그의 것이다. 놀도르 요정들은 아울레에게 많은 가르침을 받았고, 아울레 또한 놀도르를 가장 아꼈다.
멜코르는 항상 아울레가 만든 것을 훼손하거나 망쳐 버렸기에 아울레는 멜코르가 만든 혼란과 무질서를 보수하는데 바빴다. 멜코르가 그를 시기하였던 것은 아울레의 생각과 권능이 자신과 무척 닮았기 때문이었다. 멜코르와 아울레는 둘다 다른 이들이 생각지 못한 자신만의 새로운 것을 만들고 싶어 했고, 자신들의 솜씨를 칭찬하면 기뻐하였다. 그러나 아울레는 멜코르와 달리 한결같이 유일신 에루 일루바타르에게 충성을 바쳐, 그의 뜻에 따라 순종하였고, 다른 이들의 작품을 시기하지 않고 조언을 구하거나 베풀었다. 그의 배우자는 야반나이다.

### 오로메
오로메 (Oromë)
오로메는 막강한 군주이다. 툴카스보다 조금 약하지만 분노하면 그보다 더 무서운 존재가 된다. 오로메는 가운데 땅을 사랑하였기에 떠날 때도 마지못해서 떠났고, 발리노르에도 가장 늦게 도착했다. 그리고 그 이후에도 종종 자신의 무리를 이끌고 가운데 땅으로 돌아가곤 했다.
오로메는 사냥의 발라로, 말과 사냥개를 좋아한다. 그는 멜코르의 사악한 짐승들을 뒤쫓기 위해 바나가 발리노르에 일구어 놓은 숲에서 자신의 무리와 짐승들을 단련시켰다. 그는 모든 숲을 사랑하여 숲의 군주란 뜻의 알다론으로 불렸는데 신다르로는 타우론이라고 한다. 그의 말은 나하르라는 이름을 가지고 있었으며, 낮에는 흰색, 밤에는 빛나는 은색을 띤다. 그의 커다란 나팔은 발라로마라고 하며, 그 소리는 마치 진홍빛 태양이 하늘로 치솟는 것 같기도 하고, 수직의 번개가 구름장을 뚫고 나오는 것 같다고 한다.
에루의 첫번째 자손인 요정들을 처음으로 발견하고 그들을 발리노르로 인도했던 이가 오로메이다. 오로메의 배우자는 바나이다.

### 만도스
만도스(Mandos)
만도스는 죽은 자들이 모이는 만도스의 전당을 관리한다. 본명은 나모(Namo)이지만 그가 거하는 전당의 이름인 만도스로 많이 불린다. 그는 사자의 집을 지키며 죽은 자들의 영을 소환한다. 그는 모든 것을 기억하고 있으며, 일루바타르만이 알고 있는 영역을 제외하고는 장차 벌어질 모든 일을 알고 있다. 그는 심판을 맡은 발라이지만 그저 만웨의 지시에 따라 공정하게 심판과 재판을 할 뿐이다. 죽은 영혼은 만도스의 전당에서 그의 통제 아래 머물렀는데, 요정은 시기에 맞게 다시금 부활하고, 인간은 요정과 다르게 아르다를 떠나 알 수 없는 곳으로 갔다. 바이레가 그의 배우자이다.

### 로리엔
로리엔(Lórien)
본명은 이르모(Irmo)이지만, 그가 사는 정원의 이름에서 따와 로리엔(Lorien)으로 불린다. 꿈과 환상의 권능을 가진 발라이다. 만도스의 남동생이자, 니엔나의 오빠이다.
그가 사는 로리엔의 정원은 온 세상에서 제일 아름다운 장소여서 가끔식 발라들이 거기서 휴식을 취한다. 그의 배우자는 에스테이다.
가운데 땅의 로스로리엔이라는 지명은 로리엔에서 유래되었다.

### 툴카스
툴카스(Tulkas)
툴카스는 가장 체력과 무용이 뛰어난 발라이며, 용맹한자라는 뜻의 아스탈도란 별명을 가지고 있다. 그는 멜코르와 싸우기 위해서 아르다에 온 마지막 발라이기도 하다. 가장 뛰어난 발라였던 멜코르였으나 무력에서 툴카스에게 밀려서 도망쳤다. 이후 한동안 평화로운 시대 「아르다의 봄」이 시작되었다.
씨름과 힘겨루기를 좋아하며, 두발로 걷는 어느 누구보다도 더 빨리 달릴 수 있고, 지칠 줄 모르기 때문에 말을 타지 않는다. 황금빛의 머리털과 수염을 가지고 있었고, 피부는 불그스레했다. 그의 주로 애용하눈 무기는 바로 그의 두 손이었다. 배우자는 오로메의 누이인 넷사이다.

### 멜코르
멜코르(Melkor)
멜코르는 원래 에루로부터 가장 강력한 힘과 지혜를 부여받은 발라였다. 하지만 그 힘과 지혜를 악한 목적에 사용하였고, 결국 에루를 배반하였다. 그는 자신의 힘을 폭력과 전횡으로 행사하고 암흑 속에 거하며 발라들이 가운데땅을 건설하는 것을 방해했다. 이후 멜코르라는 이름을 박탈당하고 발라들에게서 쫓겨나서 '세상의 검은 적'이란 뜻의 모르고스란 이름으로 불렸다. 모르고스는 가운데땅에 자신의 지하 요새인 우툼노를 건설하고 악의 무리를 다스리는 악의 지배자가 되었고, 다른 마이아들을 미혹해 자기의 편으로 만들었다. 발로그와 사우론은 모르고스가 타락시킨 대표적인 마이아이다. 이후로는 유례 없는 막강한 위세와 권력을 부렸다. 또한 오르크들을 창조했다.

## 여성격의 발라

### 바르다
바르다(Varda)
별들의 여왕 바르다는 말로 나타낼 수 없을 만큼 아름답고, 얼굴에는 유일신 에루의 빛과 영광이 서려있다. 만웨의 아내이며, 평상시에는 남편의 궁에서 함께 살고 있어 좀처럼 떨어지지 않는다. 바르다가 옆에 있으면 만웨의 시력은 한층 더 날카로워지고, 만웨가 옆에 있으면 바르다의 청력은 한층 더 총명해진다고 한다.
그녀는 요정들에게 가장 많이 숭배된 발라였기 때문에  다양한 이름과 별명을 가지고 있다. 바르다라는 이름은 고귀함, 숭고함을 뜻하며 바라디스(Varadis), 아브라디(Avradi), 베레딜(Beredhil)도 같은 의미를 가진다. 비슷한 의미로 퀘냐로 성스러운 여왕이라는 의미의 아이레-타리(Aire-Tari)라고도 불렸다.
별을 점등한 자라는 의미의 틴탈레(Tintalle), 길소니엘(Gilthoniel)은 바르다의 가장 중요한 행적에서 나온 이름이다. 바르다는 에아(세계)가 창조될 때 밤하늘에 희미한 별을 만들어 두었다. 이후 나무의 시대에 요정들이 가운데땅에 태어날 때를 대비해 텔페리온의 은빛 이슬을 모은 우물물로 별들을 밝혔다. 이때 별들을 모아 별자리를 만들어 요정들을 인도할 수 있게끔 했다. 요정들이 깨어나고 처음 본 빛이 바르다가 밝힌 별빛이었기 때문에 그들은 바르다를 누구보다 숭배했다.
이러한 경애의 의미를 담아서 요정들은 별들의 여왕, 별의 여주인이라는 의미의 엘렌타리(Elentari), 엘베레스(Elbereth), 기밀니티르(gimiltinîr)라 불러 칭하고 있다.
이 외에도 하얀 옷을 입은 밝은 여인의 형상을 하였기에 영원한 눈빛이라는 의미의 파누일로스(Fanuilos)라고 불렸다.
많은 물건에 축성을 내리기도 했다. 등불의 시대에 세상을 밝혔던 두 개의 등불과 텔페리온과 라우렐린의 빛을 담은 보석 실마릴, 두 나무가 시든 후에 태어난 태양과 달을 축성하였다. 바르다의 축성을 받은 것은 부정한 것을 거부하는 힘을 가지고 있었다. 태양과 달을 담은 그릇에 하늘을 건너는 힘을 주었던 것도 바르다이다.
세상에 내려왔을 때 멜코르의 생각을 읽었기 때문에 그를 몹시 경멸하고 있었으며, 멜코르 또한 빛의 주인인 바르다를 싫어했다.

### 야반나
야반나(Yavanna)
야반나는 대지의 여왕이라는 뜻의 케멘타리(Kementari)라고 불린다. 아울레의 아내이며 식물을 창조해, 지상에 최초의 씨앗을 뿌렸다. 초록의 옷을 입은 여성의 모습을 하고 있지만, 가끔 나무 그 자체의 형태를 취한다.
텔페리온과 라우렐린의 씨앗을 틔운 것도 야반나의 노래였다. 요정을 위해서 텔페리온의 형상을 한 흰색 나무도 만들었다. 그러나 그녀의 노래조차도 거대한 거미 웅골리안트에 의해 파괴된 2개의 나무를 되살리지는 못했고, 은빛 꽃과 금빛 열매를 맺게 하는 것이 고작이었다. 이 꽃과 열매는 각각 달과 태양이 되었다.
엔트도 그녀의 생각에 의해 탄생했다. 아울레가 난쟁이를 만든 것을 알게 된 야반나는 그들과 일루바타르의 자손들이 식물을 손상시킬 것을 염려해, 만웨와 상담했다. 그 때 일루바타르가 계시를 내려 식물을 수호하는 나무의 목자를 두는 것을 허락하였고, 엔트가 창조되었다.

### 니엔나
니엔나(Nienna)
니엔나는 한탄의 발라이다. 그녀의 눈물은 멜코르에 의해 생긴 아르다의 모든 상처를 애도한다. 그러나 자신을 위해서 운 적은 없다고 한다. 그녀의 애도는 고통을 공감하고 인내할 수 있는 힘을 주었으며, 만도스의 전당에서 쉬고있는 영혼들에게 고통을 견디는 힘을 주었다. 올로린도 또한, 니엔나 아래에서 연민과 인내를 배웠다.
니엔나는 독신으로, 나모와 이르모의 여동생이다. 그녀의 거주지는 아만 대륙의 서쪽의 변두리에 있어, 창문을 보면 세계의 끝이 보인다. 니엔나는 슬픔을 다스리는 발라였기에 기쁨의 땅 발리노르에 나가는 일보다는, 가까이에 있는 만도스의 전당을 방문해 죽은 이들을 위로하는 일이 많았다.
2개의 영생목은, 야반나가 노래하여 싹을 틔우고, 니엔나가 눈물을 흘려 물을 주는 것을 통해 탄생했다. 그러나 웅골리안트가 두 나무를 말려 죽었을 때는 야반나의 노래와 그녀의 눈물조차도 나무를 살릴 수 없었다.

### 에스테
에스테(Este)
에스테는 이르모의 아내이며 상처와 피로의 치유자이다. 회색의 옷을 입고있으며, 큰 괴로움을 가지는 것들에게 휴식을 준다. 로리엔의 정원안에 있는 호수의 섬에서 거주한다.

### 바이레
바이레(Vaire)
바이레는 나모의 아내이며 베를 짜는 발라이다. 만도스의 전당에서 방직기 앞에 앉아, 역사와 운명을 기록한 직물을 짜고 있다. 완성된 방직물은 전당의 벽에 걸려 최후의 전쟁 이전까지의 아르다의 이야기를 전한다.

### 바나
바나(Vana)
바나는 야반나의 여동생이자 오로메의 아내이다. 영원한 젊음과 봄의 상징이며, 새와 꽃을 사랑한다. 금빛 꽃이 피는 정원에 살고 있다.

### 넷사
넷사(Nessa)
넷사는 오로메의 여동생이며 툴카스의 아내이다. 춤을 추는 발라이며, 발리노르의 위대한 춤꾼이라는 별명을 가지고 있다. 숲을 달리는 짐승, 특히 사슴을 사랑한다. 발리노르의 초록빛 잔디 위에서, 쉴 새 없이 춤추고 있다고 한다.